# Liste des distinctions de Démineurs
Cette page dresse la liste des distinctions obtenues par le film américain Démineurs (The Hurt Locker), sorti aux États-Unis le 26 juin 2009, au cours de la saison des récompenses 2009-2010.

## Récompenses
- Mostra de Venise 2008[1] :
  - Grand Prix SIGNIS
  - Arca Cinemagiovani Award
  - Young Cinema Award « La Navicella »
  - Human Rights Film Network Award
  - Gucci Award du meilleur scénario pour Mark Boal

- Festival du film de Dallas 2009[2] : Dallas Star Award
- Festival du film de Hollywood 2009[3] : Hollywood Breakthrough Award pour Jeremy Renner (acteur) et Kathryn Bigelow (réalisatrice)
- Festival international du film de Nantucket 2009[4] : Tony Cox Award for Screenwriting pour Mark Boal
- Festival international du film de Palm Springs 2009[5] : meilleur espoir pour Jeremy Renner
- Festival international du film de Santa Barbara 2009[6] : meilleur réalisateur pour Kathryn Bigelow
- Festival international du film de Seattle 2009[7] : Golden Space Needle
- ShoWest 2009[8] : Triumph Award de la meilleure réalisation pour Kathryn Bigelow

- American Film Institute Awards 2009[9] : top 10 des films de l'année
- African-American Film Critics Association Awards 2009 : meilleur acteur dans un rôle secondaire pour Anthony Mackie
- Alliance of Women Film Journalists Awards 2009[10]
  - Meilleur film
  - Meilleur réalisateur pour Kathryn Bigelow
  - Meilleure réalisatrice pour Kathryn Bigelow
  - Meilleure distribution
- Austin Film Critics Association Awards 2009[11] :
  - Meilleur film
  - Meilleur réalisateur pour Kathryn Bigelow
  - Meilleure photographie pour Barry Ackroyd
- Boston Society of Film Critics 2009[12] :
  - Meilleur film
  - Meilleur réalisateur pour Kathryn Bigelow
  - Meilleur acteur pour Jeremy Renner
  - Meilleure photographie pour Barry Ackroyd
  - Meilleur montage pour Chris Innis et Bob Murawski
- Chicago Film Critics Association Awards 2009[13] :
  - Meilleur film
  - Meilleur réalisateur pour Kathryn Bigelow
  - Meilleur acteur pour Jeremy Renner
  - Meilleure photographie pour Barry Ackroyd
  - Meilleur montage pour Chris Innis et Bob Murawski
- Dallas–Fort Worth Film Critics Association Awards 2009[14] : 2e du top 10 des films de l'année
- Gotham Awards 2009[15] :
  - Meilleur film
  - Meilleure distribution
- Houston Film Critics Society Awards 2009[16] :
  - Meilleur film
  - Meilleur réalisateur pour Kathryn Bigelow
  - Meilleure photographie pour Barry Ackroyd
- Los Angeles Film Critics Association Awards 2009 :
  - Meilleur film
  - Meilleur réalisateur pour Kathryn Bigelow
- New York Film Critics Circle Awards 2009 :
  - Meilleur film
  - Meilleur réalisateur pour Kathryn Bigelow
- San Francisco Film Critics Circle Awards 2009 :
  - Meilleur film
  - Meilleur réalisateur pour Kathryn Bigelow
- Satellite Awards 2009 :
  - Meilleur film
  - Meilleur réalisateur pour Kathryn Bigelow
  - Meilleur acteur pour Jeremy Renner
  - Meilleur montage pour Chris Innis et Bob Murawski
- Time Magazine 2009[17] : 4e du top 10 des films de l'année

- American Cinema Editors Awards 2010 : meilleur montage dans un film dramatique pour Bob Murawski et Chris Innis
- British Academy Film Awards 2010[18] :
  - Meilleur film
  - Meilleur réalisateur pour Kathryn Bigelow
  - Meilleur scénario pour Mark Boal
  - Meilleur montage pour Chris Innis et Bob Murawski
  - Meilleure photographie pour Barry Ackroyd
  - Meilleur son
- Chlotrudis Awards 2010 : meilleur film
- Critics' Choice Movie Awards 2010[19] :
  - Meilleur film
  - Meilleur réalisateur pour Kathryn Bigelow
- Directors Guild of America Awards 2010 : meilleure réalisation pour Kathryn Bigelow
- Kansas City Film Critics Circle Awards 2010 : meilleur réalisateur pour Kathryn Bigelow
- Las Vegas Film Critics Society Awards 2010 :
  - Meilleur film
  - Meilleur acteur pour Jeremy Renner
  - Meilleur réalisateur pour Kathryn Bigelow
  - Meilleure photographie pour Barry Ackroyd
  - Meilleur montage pour Chris Innis et Bob Murawski
- National Board of Review Awards 2010 : Meilleur acteur pour Jeremy Renner
- National Society of Film Critics Awards 2010 :
  - Meilleur film
  - Meilleur réalisateur pour Kathryn Bigelow
  - Meilleur acteur pour Jeremy Renner
- Oscars du cinéma 2010 :
  - Meilleur film
  - Meilleur réalisateur pour Kathryn Bigelow
  - Meilleur scénario original pour Mark Boal
  - Meilleur montage pour Chris Innis et Bob Murawski
  - Meilleur montage de son
  - Meilleur mixage de son
- Producers Guild of America Awards 2010 : meilleure production pour Kathryn Bigelow, Mark Boal, Nicolas Chartier et Greg Shapiro
- Screen Actors Guild Awards 2010[20] : meilleur acteur dans un premier rôle pour Jeremy Renner
- Writers Guild of America Awards 2010 : meilleur scénario original pour Mark Boal
- Nikkan Sports Film Award 2010 : meilleur film étranger

## Nominations

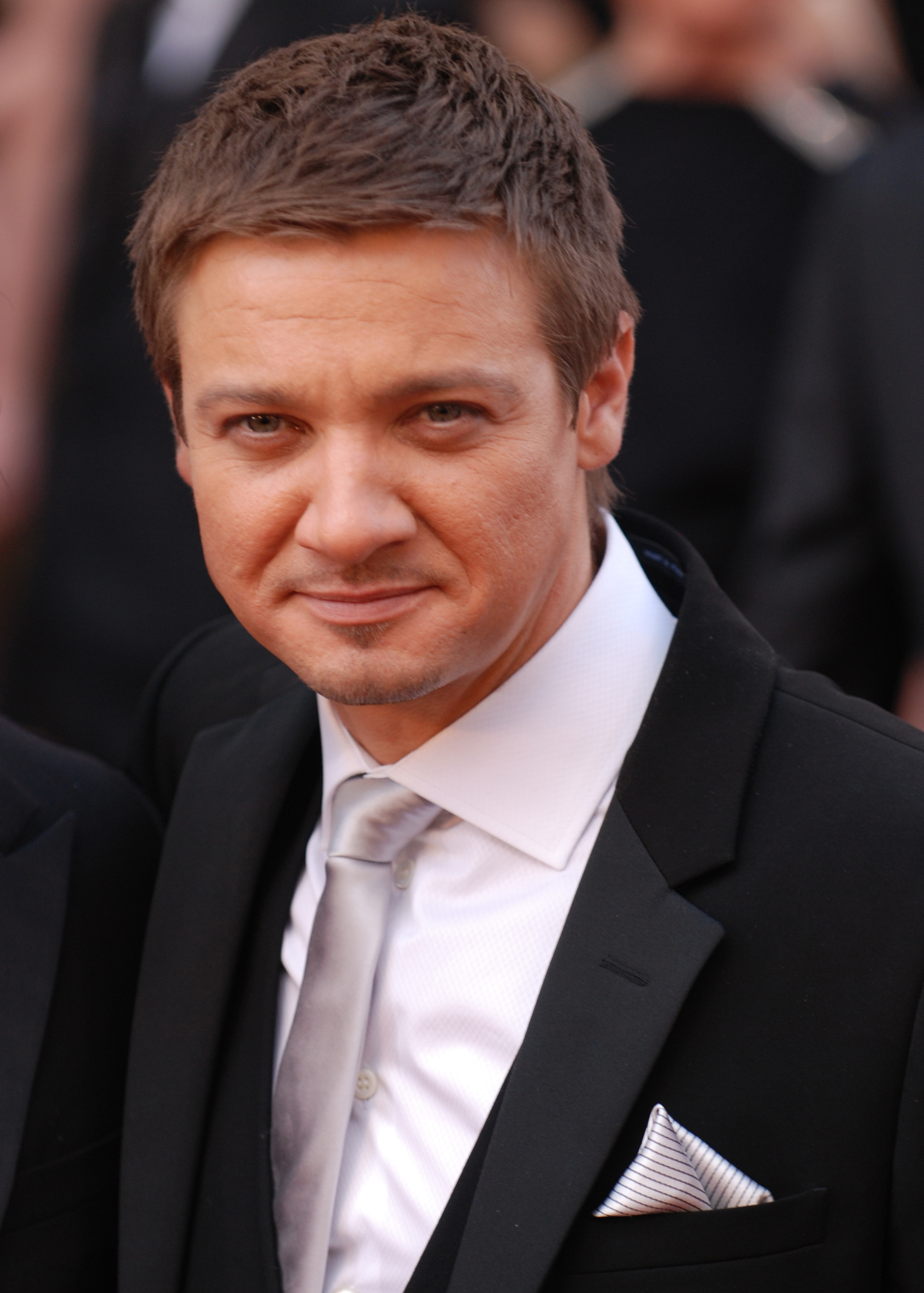
Jeremy Renner, nommé à l'Oscar du meilleur acteur 2010, sur le tapis rouge.

- Camerimage 2009 : Grenouille d'or de la meilleure photographie pour Barry Ackroyd
- Dallas–Fort Worth Film Critics Association Awards 2009 :
  - Meilleur réalisateur pour Kathryn Bigelow
  - Meilleur acteur pour Jeremy Renner
  - Meilleure photographie pour Barry Ackroyd
- Detroit Film Critics Society Awards 2009[21] :
  - Meilleur film
  - Meilleur réalisateur pour Kathryn Bigelow
- Gotham Awards 2009[15] :  meilleur espoir pour Jeremy Renner
- Hollywood Post Alliance Awards 2009[22] : meilleur montage pour Chris Innis et Bob Murawski
- Satellite Awards 2009 : meilleur scénario original pour Mark Boal

- American Society of Cinematographers Awards 2010 : meilleure photographie pour Barry Ackroyd
- Art Directors Guild Awards 2010 : meilleure direction artistique dans un film contemporain pour Karl Júlíusson
- British Academy Film Awards 2010[18] :
  - Meilleur acteur pour Jeremy Renner
  - Meilleurs effets visuels
- Black Reel Awards 2010 : meilleur acteur dans un rôle secondaire pour Anthony Mackie
- British Independent Film Awards 2010[23] : meilleur film étranger
- Chlotrudis Awards 2010 : 
  - Meilleur acteur pour Jeremy Renner
  - Meilleur acteur dans un second rôle pour Anthony Mackie
  - Meilleur scénario original pour Mark Boal
- Cinema Audio Society Awards 2010 : meilleur mixage de son pour un film pour Paul N.J. Ottosson et Ray Beckett
- Critics' Choice Movie Awards 2010[19] : 
  - Meilleur acteur pour Jeremy Renner
  - Meilleur scénario original pour Mark Boal
  - Meilleure photographie pour Barry Ackroyd
  - Meilleur montage pour Chris Innis et Bob Murawski
  - Meilleur son pour Ray Beckett et Paul Ottosson
  - Meilleur film d'action
- Independent Spirit Awards 2009[24] :
  - Meilleur acteur pour Jeremy Renner
  - Meilleur acteur dans un second rôle pour Anthony Mackie
- Golden Globes 2010[25] :
  - Meilleur film dramatique
  - Meilleur réalisateur pour Kathryn Bigelow
  - Meilleur scénario pour Mark Boal
- Image Awards 2010 : meilleur acteur dans un rôle secondaire pour Anthony Mackie
- Irish Film and Television Awards 2010 : meilleur film international
- London Critics Circle Film Awards 2010
  - Film de l'année
  - Réalisateur de l'année pour Kathryn Bigelow
- Golden Reel Awards 2010 :
  - Meilleur montage sonore - Dialogues
  - Meilleur  montage sonore - Effets sonores
- Oscars du cinéma 2010 :
  - Meilleur acteur pour Jeremy Renner
  - Meilleure photographie pour Barry Ackroyd
  - Meilleure musique de film pour Marco Beltrami et Beck Sanders
- Screen Actors Guild Awards 2010 : meilleure distribution